# Jean Castelbert de Castelverd
Jean Castelbert de Castelverd, né le 17 juillet 1743 à Montauban dans le Tarn-et-Garonne et mort le 10 août 1820 à Paris, est un général de division de la Révolution française.

## Biographie
Il entre en service le 14 février 1759 comme grenadier au régiment de Hainault. Le 5 mai 1768, il passe dans le régiment de cavalerie Roussillon. Il est nommé fourrier avec rang de sous-lieutenant le 19 mai 1774, sous-lieutenant titulaire le 1er mars 1779 et lieutenant le 15 août 1781 dans le 3e régiment d'état-major.
Le 27 mai 1782, il devient capitaine de grenadier, avant de commander, à partir du 6 août 1784, le dépôt des recrues du corps des volontaires du Luxembourg. Le 1er octobre 1785, il est nommé colonel dans la Légion des volontaires du Luxembourg, dont il est chargé de la dissolution le 9 janvier 1790. Le 10 septembre 1792, il devient chef de brigade dans la Légion des Pyrénées. 
Il est promu général de brigade le 15 mai 1793 à l'armée des Pyrénées occidentales, puis général de division le 13 juin 1795. Il commande la 4e division à l’armée des Pyrénées occidentales, et en septembre 1796, il est affecté à l’armée de Sambre-et-Meuse. 
Il est réformé le 13 février 1797 et admis à la retraite le 5 mars 1801. Le 19 mars 1819, il est autorisé à ajouter à son nom celui de Castelverd. Il avait été fait chevalier de Saint-Louis.

## Sources
- (en) « Generals Who Served in the French Army during the Period 1789 - 1814: Eberle to Exelmans »
- Bulletin des lois de la République française, Tome 4, éd 1817.
- (pl) « Napoléon.org.pl »
- Léon Hennet, Etat militaire de France pour l’année 1793, Siège de la société, Paris, 1903, p. 223.
- Docteur Robinet, Jean-François Eugène et J. Le Chapelain, Dictionnaire historique et biographique de la révolution et de l'empire, 1789-1815, volume 1, Librairie Historique de la révolution et de l’empire, 900 p. (lire en ligne), p. 345.
- Carnet de la Sabretache, volume 8, imprimerie Berger-Levrault, Nancy, 1900, p. 101-102-104-106 à 111.